# Tschammerpokal 1938 / Gau Mitte
Der Tschammerpokal-Gau-Mitte-Wettbewerb 1938 ist ein Fußballwettbewerb und war der Vierte seiner Art nach seiner Installierung im Jahre 1935. Er stellt die Gau-regionale Vor-Qualifikation für die überregionalen Fußball-Endrunden des Tschammerpokals 1938 dar.

## Modus
Spielberechtigt waren Vereine aus dem Gau Mitte, wobei die Vereine der Bezirksklassen erst ab der Zwischenrunde und die Vereine der Gauliga zur ersten Hauptrunde in den Wettbewerb einstiegen. Auf drei unterklassig-besetzte Vorrunden, folgten drei Zwischenrunden, die alle weiterhin regional-begrenzt ausgespielt wurden. Die dritte Hauptrunde wurde Gau-übergreifend ausgetragen. Es wurden aus den bestehenden landesweiten Gauen, mehrere sogenannte Gaugruppen nach geographischen Gesichtspunkten gebildet. Drei Gaue bildeten 1938 die Gaugruppe. Die Vereine aus dem Gau Mitte, mussten sich hierbei mit Vereinen des Gau Nordmark und des Gau Niedersachsen messen. Die Gewinner der Partien waren neben den Gau-Meistern der Spielzeit 1937/38, für die 1. Schlussrunde des Tschammerpokals 1938 qualifiziert und trafen dort auf die Vertreter der Qualifikanten weiterer vier Gaugruppen und Vereine Österreichs.
Den Gau Mitte repräsentierend, erreichten mit Gau-Ligist 1. SV Jena und als sensationell zu bezeichnen, Kreisklasse-Verein VfB Preußen Greppin, sowie dem amtierenden und somit vor-qualifizierten Gau-Meister SV Dessau 05, lediglich nur drei Vereine die 1. Schlussrunde. Der Gau Nordmark stellte hierfür sechs, der Gau Niedersachsen drei Vereine für den weiteren Fortgang des diesjährigen Wettbewerbs.
Die drei Vorrunden sind nicht abgebildet, weil sie in Literatur und zeitgenössischen Publikationen in nur äußerst spärlicher Form aufzufinden sind. So beschränkt sich der Inhalt als Gegenstand der statistischen Darstellung, auf die Zwischen- und Hauptrunden des hier beleuchteten Gau Mitte. [ Notiz: unterklassige Vereine ohne automatisches Los-Heimrecht.] Ab der ersten Zwischenrunde, bewarben sich insgesamt 122 Vereine der Gau-Region um den Einzug in die erste Schlussrunde.

## 1. Zwischenrunde

### Magdeburg-Anhalt
Die Spiele fanden alle am 13. März 1938 statt.
Es waren 12 Vereine aus der Bezirksklasse Magdeburg-Anhalt und dazu 18 Vereine aus unteren Klassen für die erste Zwischenrunde qualifiziert. [ 30 gesamt ]
[ Regel-Spieltag: Sonntag, 13. März 1938 ]
| Datum  | Heim                       | Ergebnis  | Auswärts                      |         |
| ------ | -------------------------- | --------- | ----------------------------- | ------- |
| 13.03. | Saxonia Tangermünde (BK)   | 3:1       | Stendaler BC                  |         |
| 13.03. | MTV Calbe                  | 0:7       | Viktoria 09 Stendal (BK)      |         |
| 13.03. | VfB Schönebeck (BK)        | 1:3       | SV 09 Staßfurt                |         |
| 13.03. | VfL Viktoria-Neustadt (BK) | 3:2       | SC Germania-Jahn 98           |         |
| 13.03. | FV Fortuna Magdeburg (BK)  | 1:4       | Magdeburger SC 1900           |         |
| 13.03. | MSC Preußen 99 (BK)        | 3:2       | VfB Gr.-Ottersleben           |         |
| 13.03. | FC Preußen Burg (BK)       | 11:10     | LSV Stendal                   |         |
| 13.03. | FC Mildensee (BK)          | 0:7       | TuSB Piesteritz               | P/Gv/HM |
| 13.03. | Roßlauer TV                | 3:1       | FC Wacker Bernburg (BK)       |         |
| 13.03. | VfL Germania Wernigerode   | 2:1       | VfL Germania Halberstadt (BK) |         |
| 13.03. | SpVgg 04 Thale (BK)        | 4:5 n. V. | VfL Mars/Preußen Quedlinburg  |         |
| 13.03. | VfB Klötze                 | 2:1       | LSV Salzwedel                 |         |
| 13.03. | SuS Magdeburg              | 4:1       | ETSV Magdeburg                |         |
| 13.03. | SV 07 Bernburg             | 1:2       | SV 02 Köthen                  |         |
| 13.03. | LSV Kochstedt              | 1:6       | SV Dröbel-Bernburg            |         |
| /      | Viktoria 03 Zerbst (BK)    | Freilos   |                               |         |

### Halle-Merseburg
Die Spiele fanden vorwiegend am 13. März 1938 statt.
Es waren 12 Vereine aus der Bezirksklasse Halle-Merseburg und dazu 35 Vereine aus unteren Klassen (davon 4 als Gastverein in beiden anderen Bezirken) für die erste Zwischenrunde qualifiziert. [ 47 gesamt ]
[ Regel-Spieltag: Sonntag, 13. März 1938 ]
| Datum  | Heim                         | Ergebnis  | Auswärts                  |        |
| ------ | ---------------------------- | --------- | ------------------------- | ------ |
| 13.03. | Blau-Weiß Altdorf            | 1:2       | FC Preußen Merseburg (BK) |        |
| 13.03. | (BK) VfB 1912 Merseburg      | 6:2       | SV 1922 Großkayna         |        |
| 13.03. | (BK) SF Naundorf             | 2:1       | MTV Weißenfels            |        |
| 13.03. | (BK) FC 1910 Ammendorf       | 5:6       | Glückauf Braunsdorf       |        |
| 13.03. | (BK) SV Halle 98             | 4:1       | LSV Halle                 |        |
| 13.03. | VfB Hohenleipisch            | 2:1       | SV Holzweißig (BK)        |        |
| 13.03. | VfB Preußen Greppin          | 1:0       | VfL 1911 Bitterfeld (BK)  |        |
| 13.03. | SV Lettin                    | 1:2       | FC Wacker Halle (BK)      |        |
| 13.03. | Viktoria 07 Wittenberg       | 1:1 n. V. | VfB Zscherndorf (BK)      |        |
| 13.03. | SpVg 1910 Zeitz (BK)         | 5:3       | Naumburger BC             |        |
| 13.03. | BSC Sangerhausen             | 4:2       | SV Oberröblingen          |        |
| 13.03. | MSV Sondershausen            | 5:2       | VfL Sollstedt             |        |
| 13.03. | SF Klostermansfeld           | 3:4 n. V. | SC Favorit Halle          |        |
| 13.03. | SV Preußen Biehla            | 1:2       | Concordia Delitzsch       |        |
| 13.03. | Rb.Eilenburg                 | 4:0       | Vorwärts Falkenberg       |        |
| 13.03. | SG Union Sandersdorf         | 5:0       | SV Weise Halle            |        |
| 27.03. | Borussia 02 Halle (BK)       | 2:0       | VfR Wansleben             |        |
| 27.03. | SV Oberröblingen             | 3:1       | LSV Nordhausen            |        |
| ??.??. | Schwarz-Gelb Weißenfels (BK) | -:-       |                           | vakant |
| ??.??. | TuS Taucha                   | -:-       |                           | vakant |
| /      | VfR Dingelstädt              | Freilos   |                           |        |
| /      | TV Salza                     | Freilos   |                           |        |
| /      | Wacker 05 Nordhausen         | Freilos   |                           |        |

| Datum  | Heim                 | Ergebnis | Auswärtsß              |
| ------ | -------------------- | -------- | ---------------------- |
| 27.03. | VfB Zscherndorf (BK) | 1:0      | Viktoria 07 Wittenberg |

### Thüringen
Die Spiele fanden alle am 13. März 1938 statt.
Es waren 11 Vereine aus der Bezirksklasse Thüringen und dazu 34 Vereine aus unteren Klassen für die erste Zwischenrunde qualifiziert. [ 45 gesamt ]
[ Regel-Spieltag: Sonntag, 13. März 1938 ]
| Datum  | Heim                    | Ergebnis | Auswärts                   |         |
| ------ | ----------------------- | -------- | -------------------------- | ------- |
| 13.03. | SV Naumburg 05          | 1:2      | VfB Apolda (BK)            | N/Gv/HM |
| 13.03. | SV Hohenmölsen          | 3:2      | Eintracht Altenburg (BK)   | H/Gv/HM |
| 13.03. | SV Schmölln             | 1:2      | FSV Rositz (BK)            |         |
| 13.03. | VfL Altenburg           | 5:4      | FC Wacker Gera (BK)        |         |
| 13.03. | TV Triebes              | 0:2      | 1. SV 04 Gera (BK)         |         |
| 13.03. | VfB Pößneck (BK)        | 2:3      | SV Kahla                   |         |
| 13.03. | SC 03 Weimar            | 0:4      | SC Apolda (BK)             |         |
| 13.03. | 1. FC 04 Sonneberg (BK) | 3:1      | VfL 06 Saalfeld            |         |
| 13.03. | Thuringia Königsee      | 2:1      | SpVgg 06 Zella-Mehlis (BK) |         |
| 13.03. | 1. FC Greiz             | 3:0      | TV Wünschendorf            |         |
| 13.03. | MSV Gera                | 10:10    | TuSV Ranis                 |         |
| 13.03. | BC 07 Arnstadt          | 1:0      | SC Stadtilm                |         |
| 13.03. | Schwarz-Weiß Erfurt     | 2:1      | VfB 04 Erfurt              |         |
| 13.03. | Arnoldi 01 Gotha        | 9:0      | TuSV Ilmenau               |         |
| 13.03. | 1. FC Köppelsdorf       | 6:0      | BT Lauscha                 |         |
| 13.03. | SG Siemens-Neuhaus      | 5:2      | TV Heubach                 |         |
| 13.03. | SV 04 Schmalkalden      | 0:3      | VfB Vacha                  |         |
| 13.03. | Union Zella-Mehlis      | 1:0      | FC Barchfeld               |         |
| 13.03. | VfB Mühlhausen          | 0:2      | SpVg Weißensee             |         |
| 13.03. | SpVg Schlotheim         | 3:1      | SC Leinefelde              | L/Gv/HM |
| ??.??. | VfB Sömmerda (BK)       | -:-      |                            | vakant  |
| ??.??. | Panzer AW Eisenach      | -:-      |                            | vakant  |
| /      | SV 08 Steinach (BK)     | Freilos  |                            |         |
| /      | WSA Richthofen Weimar   | Freilos  |                            |         |
| /      | 1. SV 06 Suhl           | Freilos  |                            |         |
| /      | FC Oberlind             | Freilos  |                            |         |

## 2. Zwischenrunde

### Magdeburg-Anhalt
Die Spiele fanden alle am 27. März 1938 statt.
[ Regel-Spieltag: Sonntag, 27. März 1938 ]
| Datum  | Heim                         | Ergebnis | Auswärts                 |
| ------ | ---------------------------- | -------- | ------------------------ |
| 27.03. | VfL Mars/Preußen Quedlinburg | 1:3      | VfL Germania Wernigerode |
| 27.03. | Magdeburger SC 1900          | 2:5      | MSC Preußen 99           |
| 27.03. | SV Dröbel-Bernburg           | 2:3      | Roßlauer TV              |
| 27.03. | FC Preußen Burg              | 8:0      | VfB Klötze               |
| 27.03. | Viktoria 09 Stendal          | 3:4      | Saxonia Tangermünde      |
| 27.03. | SV 09 Staßfurt               | 4:0      | SuS Magdeburg            |
| 27.03. | SV 02 Köthen                 | 5:1      | Viktoria 03 Zerbst       |
| /      | VfL Viktoria-Neustadt        | Freilos  |                          |

### Halle-Merseburg
Die Spiele fanden am 27. März und 3. April 1938 statt.
[ Regel-Spieltag: Sonntag, 27. März 1938 ]
| Datum  | Heim                    | Ergebnis  | Auswärts             |          |
| ------ | ----------------------- | --------- | -------------------- | -------- |
| 27.03. | Schwarz-Gelb Weißenfels | 1-3       | SC Apolda            | A/Gv/TH  |
| 27.03. | Concordia Delitzsch     | -:-       | VfB Hohenleipisch    | vakant   |
| 27.03. | TuSB Piesteritz         | w/o       | Rb.Eilenburg         | kampflos |
| 27.03. | FC Wacker Halle         | 5:4       | SG Union Sandersdorf |          |
| 27.03. | Glückauf Braunsdorf     | 2:1       | VfL 1912 Merseburg   |          |
| 27.03. | SC Favorit Halle        | 3:1       | SV Halle 98          |          |
| 03.04. | FC Preußen Merseburg    | 5:2       | BSC Sangerhausen     |          |
| 03.04. | Borussia 02 Halle       | 4:3       | VfB Oberröblingen    |          |
| 03.04. | SpVg 1910 Zeitz         | 6:4       | SV Hohenmölsen       |          |
| 03.04. | Wacker 05 Nordhausen    | 5:1       | MSV Sondershausen    |          |
| 03.04. | VfB Zscherndorf         | 0:0 n. V. | VfB Preußen Greppin  |          |

#### Wiederholungsspiel
| Datum  | Heim                | Ergebnis | Auswärts        |
| ------ | ------------------- | -------- | --------------- |
| 03.04. | VfB Preußen Greppin | 7:2      | VfB Zscherndorf |

### Thüringen
Die Spiele fanden vorwiegend am 27. März 1938 statt.
[ Regel-Spieltag: Sonntag, 27. März 1938 ]
| Datum  | Heim               | Ergebnis | Auswärts              |            |
| ------ | ------------------ | -------- | --------------------- | ---------- |
| 27.03. | VfB Apolda         | 3:0      | SF Naundorf           | N/Gv/HM    |
| 27.03. | FSV Rositz         | 6:1      | TuS Taucha            | T/Gv/HM    |
| 27.03. | 1. FC Greiz        | 4:0      | VfL Altenburg         |            |
| 27.03. | 1. SV 04 Gera      | 0:2      | MSV Gera              |            |
| 27.03. | SV Kahla           | 5:1      | 1. FC 04 Sonneberg    |            |
| 27.03. | BC 07 Arnstadt     | 3:4      | WSA Richthofen Weimar |            |
| 27.03. | SpVg Weißensee     | 3:2      | Schwarz:Weiß Erfurt   |            |
| 27.03. | Arnoldi 01 Gotha   | 4:1      | SpVg Schlotheim       |            |
| 27.03. | VfB Vacha          | 5:1      | Union Zella:Mehlis    |            |
| 27.03. | SC Oberlind        | 3:4      | SG Siemens:Neuhaus    |            |
| 27.03. | SV 08 Steinach     | 6:1      | 1. FC Köppelsdorf     |            |
| 03.04. | 1. SV 06 Suhl      | 3:1      | Thuringia Königsee    |            |
| 03.04. | Panzer AW Eisenach | 3:2      | VfR Dingelstädt       | 3-2D/Gv/HM |
| 24.04. | VfB Sömmerda       | 9:1      | TV Salza              | S/Gv/HM    |

## 3. Zwischenrunde
Alle Spiele fanden am 15. April 1938 statt. (Karfreitag)

### Magdeburg-Anhalt
[ Regel-Spieltag: Sonntag, 15. April 1938 ]
| Datum  | Heim                     | Ergebnis | Auswärts              |            |
| ------ | ------------------------ | -------- | --------------------- | ---------- |
| 15.04. | VfL Germania Wernigerode | 3-0      | SV 09 Staßfurt        |            |
| 15.04. | Saxonia Tangermünde      | 1-3      | FC Preußen Burg       |            |
| 15.04. | MSC Preußen 99           | 2-1      | VfL Viktoria-Neustadt |            |
| 15.04. | SV 02 Köthen             | -:-      | Roßlauer TV           | HRV/vakant |

### Halle-Merseburg
Die Spiele fanden vorwiegend am 18. April 1938 statt. (Ostermontag)
[ Regel-Spieltag: Sonntag, 18. April 1938 ]
| Datum  | Heim                 | Ergebnis  | Auswärts            |
| ------ | -------------------- | --------- | ------------------- |
| 18.04. | Rb.Eilenburg         | 3:0       | Concordia Delitzsch |
| 18.04. | FC Preußen Merseburg | 2:3 n. V. | Glückauf Braunsdorf |
| 18.04. | Borussia 02 Halle    | 3:1       | SC Favorit Halle    |
| 24.04. | FC Wacker Halle      | 3:3 n. V. | VfB Preußen Greppin |

#### Wiederholungsspiel
| Datum  | Heim                | Ergebnis  | Auswärts        |
| ------ | ------------------- | --------- | --------------- |
| 01.05. | VfB Preußen Greppin | 4:2 n. V. | FC Wacker Halle |

### Thüringen
Die Spiele fanden vorwiegend am 15. April 1938 statt. (Karfreitag)
[ Regel-Spieltag: Sonntag, 15. April 1938 ]
| Datum  | Heim                  | Ergebnis  | Auswärts         |            |
| ------ | --------------------- | --------- | ---------------- | ---------- |
| 15.04. | 1. SV 06 Suhl         | 2:2 n. V. | SV Kahla         |            |
| 15.04. | Wacker 05 Nordhausen  | 1:1 n. V. | VfB Apolda       |            |
| 15.04. | WSA Richthofen Weimar | 3:2       | FSV Rositz       |            |
| 15.04. | MSV Gera              | 2.1 n. V. | 1. FC Greiz      |            |
| 15.04. | SC Apolda             | 4:2       | SpVg 1910 Zeitz  | Z/GV/HM    |
| 15.04. | Panzer AW Eisenach    | 4:2       | SpVg Weißensee   |            |
| 15.04. | SG Siemens-Neuhaus    | 0:4       | SV 08 Steinach   |            |
| ??.??. | VfB Vacha             | -:-       | Arnoldi 01 Gotha | HRV/vakant |
| /      | VfB Sömmerda          | Freilos   |                  |            |

#### Wiederholungsspiele
| Datum  | Heim       | Ergebnis | Auswärts             |
| ------ | ---------- | -------- | -------------------- |
| 24.04. | SV Kahla   | 1:2      | 1. Suhler SV 06      |
| 24.04. | VfB Apolda | 3:0      | Wacker 05 Nordhausen |

#### Zusatz-Qualifikation
| Datum  | Heim                  | Ergebnis | Auswärts      |     |
| ------ | --------------------- | -------- | ------------- | --- |
| 01.05. | 1. SV 06 Suhl         | 2:1      | VfB Sömmerda  | ZQ1 |
| 08.05. | WSA Richthofen Weimar | 4:3      | 1. SV 06 Suhl | ZQ2 |

## 1. Hauptrunde
Die Spiele fanden vorwiegend am 8. Mai 1938 statt.
9 Gau-Ligisten stießen dazu.
[ Regel-Spieltag: Sonntag, 8. Mai 1938 ]
| Datum  | Heim                     | Ergebnis  | Auswärts                   |
| ------ | ------------------------ | --------- | -------------------------- |
| 08.05. | FC Preußen Burg          | 0:2       | CV Magdeburg (GL)          |
| 08.05. | VfL Germania Wernigerode | 2:1       | SV Merseburg 99 (GL)       |
| 08.05. | Glückauf Braunsdorf      | 2:3 n. V. | FV Sportfreunde Halle (GL) |
| 08.05. | FC Thüringen Weida (GL)  | 3:1       | MSV Gera                   |
| 08.05. | VfB Apolda               | 1:4       | 1. SV 03 Jena (GL)         |
| 08.05. | Arnoldi 01 Gotha         | 0:3       | SpVgg 02 Erfurt (GL)       |
| 08.05. | (GL) SV 08 Steinach      | 6:0       | 1. FC 07 Lauscha           |
| 08.05. | VfB Preußen Greppin      | 3:2       | Rb.Eilenburg               |
| 11.05. | WSA Richthofen Weimar    | 1:3       | SC Apolda                  |
| 15.05. | SV 02 Köthen             | 02:11     | VfL Halle 96 (GL)          |
| 15.05. | (GL) SC Erfurt 95        | 3:1       | Panzer AW Eisenach         |
| 15.05. | MSC Preußen 99           | 4:2       | Borussia 02 Halle          |

## 2. Hauptrunde
Die Spiele fanden witterungs-bedingt, vorwiegend am 26. Mai 1938 statt, obwohl sie vorwiegend für den 22. Mai 1938 terminiert waren.
[ Regel-Spieltag: Sonntag, 22. Mai 1938 ]
| Datum  | Heim                  | Ergebnis | Auswärts                 |
| ------ | --------------------- | -------- | ------------------------ |
| 22.05. | CV Magdeburg          | 5:1      | VfL Germania Wernigerode |
| 22.05. | SpVgg 02 Erfurt       | 2:1      | SC Erfurt 95             |
| 26.05. | VfL Halle 96          | 1:4      | MSC Preußen 99           |
| 26.05. | FV Sportfreunde Halle | 0:2      | VfB Preußen Greppin      |
| 26.05. | SC Apolda             | 3:2      | FC Thüringen Weida       |
| 26.05. | 1. SV 03 Jena         | 1:0      | SV 08 Steinach           |

* [ Spiele 3 - 5, fielen am 22. Mai 1938 wegen starken Regens aus und wurden vier Tage später nachgeholt.]

## 3. Hauptrunde
Die Spiele fanden vorwiegend am 26. Juni 1938 statt.
In der dritten Hauptrunde trafen achtzehn Vereine, paritätisch zu je sechs Vertretern aus den drei Gauen der Gaugruppe qualifiziert, nach freier Auslosung aufeinander.

### Gaugruppe 1
[ Regel-Spieltag: Sonntag, 26. Juni 1938 ]
| Datum  | Heim                           | Ergebnis  | Auswärts                      |
| ------ | ------------------------------ | --------- | ----------------------------- |
| 25.06. | SV Arminia Hannover (GL NS)    | 2:3       | 1. SV 03 Jena (GL MI)         |
| 26.06. | SV Werder Bremen (GL NS)       | 2:1 n. V. | SpVgg 02 Erfurt (GL MI)       |
| 26.06. | Phönix Lübeck (GL NM)          | 4:4 n. V. | Germania Wolfenbüttel (GL NS) |
| 26.06. | FC St.Pauli (GL NM)            | 2:0       | CV Magdeburg (GL MI)          |
| 26.06. | Eintracht Braunschweig (GL NS) | 1:3       | SC Victoria Hamburg (GL NM)   |
| 26.06. | MSC Preußen 99 (BK MA)         | 2:3       | KSV Holstein Kiel (GL NM)     |
| 26.06. | SC Apolda (BK TH)              | 2:3 n. V. | VfB Peine (GL NS)             |
| 26.06. | VfB Preußen Greppin (KK KS)    | 3:0       | SC Komet Hamburg (GL NM)      |
| 26.06. | ASV Blumenthal (GL NS)         | 2:3 n. V. | SV Polizei Lübeck (GL NM)     |

#### Wiederholungsspiel
| Datum  | Heim                          | Ergebnis  | Auswärts              |
| ------ | ----------------------------- | --------- | --------------------- |
| 14.08. | Germania Wolfenbüttel (GL NS) | 1:2 n. V. | Phönix Lübeck (GL NM) |

## Qualifikanten & Verlauf
Folgende 12 Vereine qualifizierten sich demnach für die weiteren Runden des Wettbewerbs.
| Gau                 | Qualifikation als: | Qualifikation als:                                                                        |
| Gau                 | Gaumeister 1937/38 | Sieger der Vor-Qualifikation                                                              |
| ------------------- | ------------------ | ----------------------------------------------------------------------------------------- |
| Nordmark [ 6 ]      | Hamburger SV       | Phönix Lübeck – FC St.Pauli – SC Victoria Hamburg – KSV Holstein Kiel – SV Polizei Lübeck |
| Niedersachsen [ 3 ] | Hannover 96        | SV Werder Bremen – VfB Peine                                                              |
| Mitte [ 3 ]         | SV Dessau 05       | 1. SV 03 Jena – VfB Preußen Greppin                                                       |

Ab 28. August 1938 nahm die Gaugruppe 1 (Nordmark / Niedersachsen / Mitte), demnach mit insgesamt 12 Vereinen (9 + 3), an den Runden des weiteren Wettbewerbs teil.
Alle drei Vereine des Gau Mitte bestritten dabei Heimspiele. Jena schied gegen Hertha BSC mit 1-2 aus. Völlig chancenlos unterlag Preußen Greppin dem Dresdner SC mit 0-13 ! So überstand einzig der SV Dessau 05 die 1. Schlussrunde. Mit 2-1 setzte man sich gegen den SV BEWAG Berlin durch. In der 2. Schlussrunde war das Pokal-Abenteuer für die eigentlich ambitionierten Anhalter, nach einer 1:2-Auswärts-Niederlage gegen Vorwärts/Rasensport Gleiwitz, aber dann wieder relativ früh beendet.

## Legende
- GL = Gauliga
  - NM = Nordmark //  NS = Niedersachsen // MI = Mitte
- BK = Bezirksklasse
  - MA = Magdeburg-Anhalt // HM = Halle-Merseburg // TH = Thüringen
- KK = Kreisklasse
  - KS = Kursachsen
- NA = Neuansetzung / WS = Wiederholungsspiel
- n. a. = nicht abgebildet // n. V. = nach Verlängerung
- Gv = Gastverein
- w/o = walkover (kampflos)